# 낮드라
낮드라(일본어: ひるドラ)는 TBS 텔레비전 계열에서 매주 월 - 금요일의 드라마이다.

## 작품 소개
- 《팬더가 마을에 온다》
- 《오차베리》
- 《킵파리!!》
- 《오버 30》